# Hangya Szövetkezet

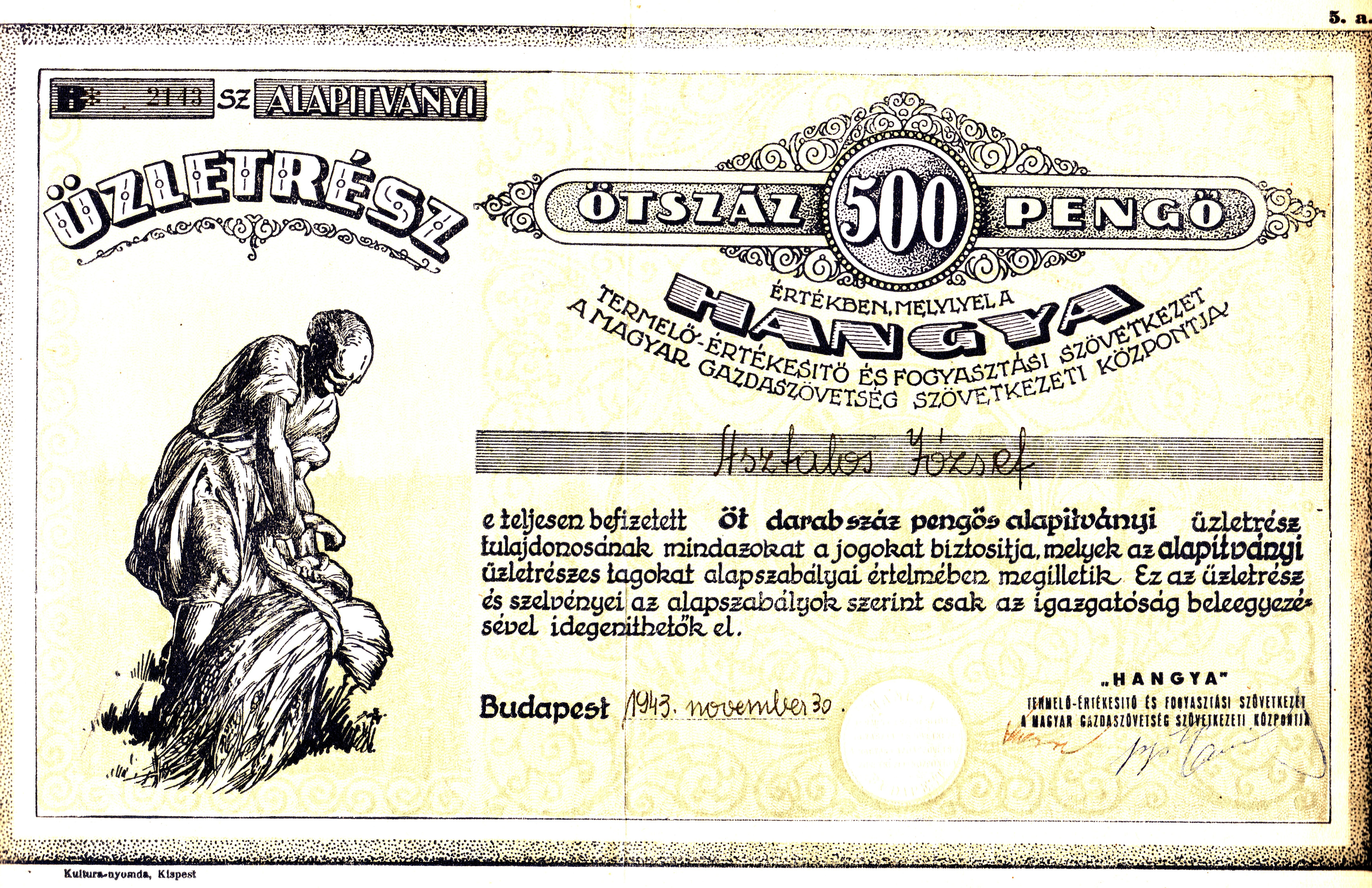
A Hangya üzletrésze 1943-ból

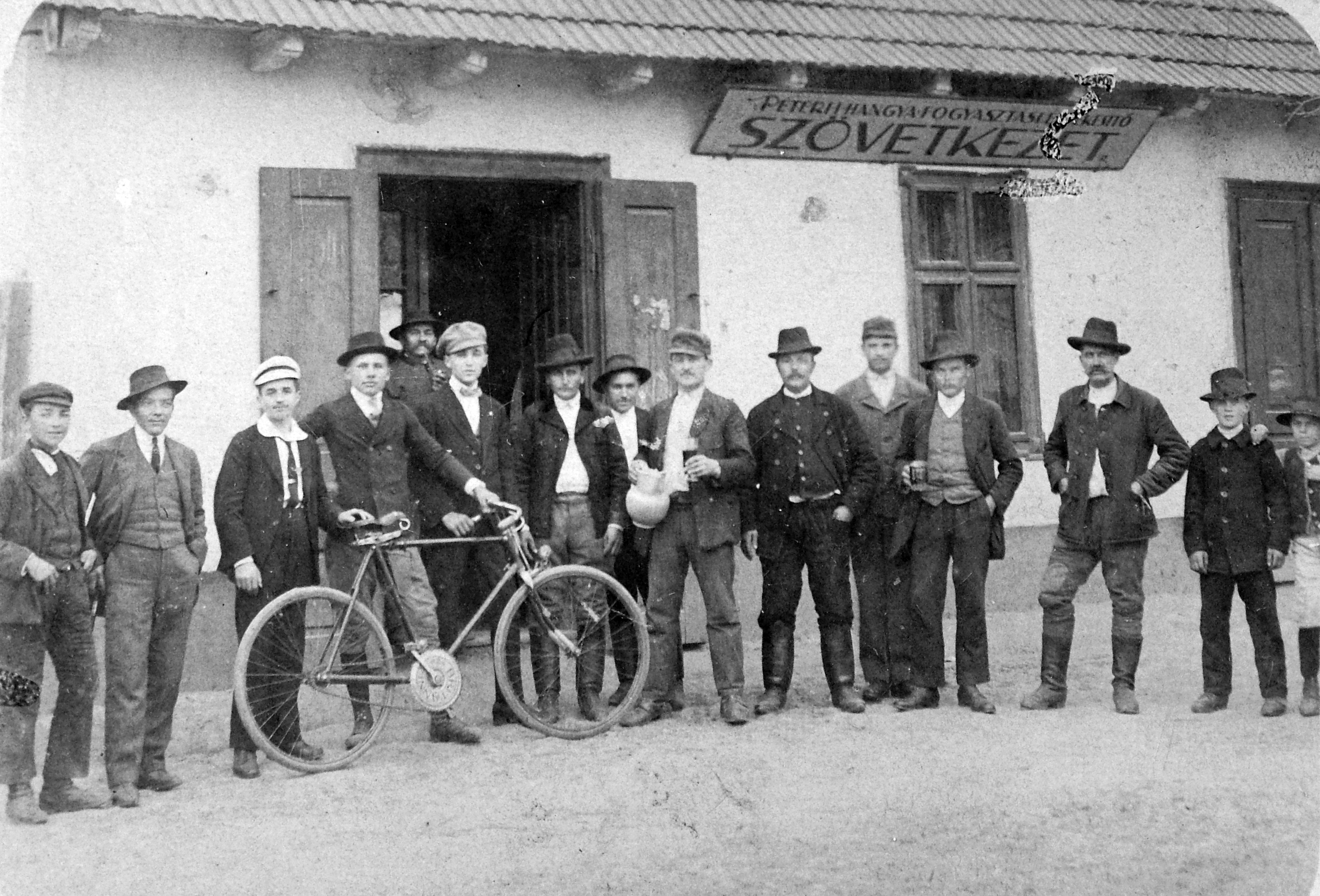
Péteri Hangya-bolt 1926-ban

A „Hangya” Országos Fogyasztási és Értékesítési Szövetkezet szövetkezeti hálózat volt Magyarországon a 20. század első felében. 

## Története
1898-ban fogadták el az Országos Központi Hitelszövetkezetről szóló törvénytervezetet, melynek hatására létrejött a termelő-értékesítő és fogyasztási szövetkezetek HANGYA központja. Az első szervezet gróf Károlyi Sándor kezdeményezésére 1898. április 12-én alakult meg Brogyánban. Az 50 000 koronás alaptőkével alapított szervezet áruforgalma egy évtized alatt elérte a 12 millió koronát.
A Bethlen-kormány a Hangya szövetkezeti üzletrészéhez állami támogatást nyújtott. 1939-ben bemutatták a Hangya gazdasági kultúrfilmjét.
Az 1945 utáni kommunista hatalomátvétel következményeként az összes Hangya vagyont kártalanítás nélkül államosították.